# Петнистокоремна листна жаба
Петнистокоремните листни жаби (Pristimantis peruvianus) са вид земноводни от семейство Strabomantidae.
Срещат се в западните части на Амазония в Южна Америка.
Таксонът е описан за пръв път от шведския зоолог и лекоатлет Дъглас Мелин през 1941 година.